# (3476) Dongguan
(3476) Dongguan es un asteroide perteneciente al cinturón de asteroides, descubierto el 28 de octubre de 1978 por el equipo del Observatorio de la Montaña Púrpura desde el Observatorio de la Montaña Púrpura, Nankín (China).

## Designación y nombre
Designado provisionalmente como 1978 UF2. Fue nombrado Dongguan en homenaje a la ciudad Dongguan de la República Popular China.